# Antonia Prima
Antonia Prima, född 50-talet f.Kr., var en romersk adelskvinna. 
Hon var dotter till Marcus Antonius och Antonia Hybrida Minor. Hennes far arrangerade år 36/34 hennes äktenskap med den rika Pythodoros av Tralles för att finansiera sitt krig mot Parthien. Äktenskapet användes som ett av argumenten av Octavianus i Rom för att förklara krig mot Marcus Antonius år 31.